# Ian Whitcomb
Ian Whitcomb, (Woking, 1941. július 10. – Los Angeles, 2020. április 19.) brit énekes, dalszerző, record producer, műsorvezető, író. A „You Turn Me On” című slágere 1965-ben a Billboard Hot 100 listán a 8. helyet érte el.
Whitcomb könyvet írt a populáris zenéről, amelyet 1972-ben adott ki a Penguin Books (Nagy-Britannia) és a Simon & Schuster (Egyesült Államok). Énekét ukulelével kísérte. Lemezei, koncertjei és filmes munkái révén elősegítette a hangszer iránti érdeklődést. A Titanic fedélzetén játszott zene újraalkotása az azonos című filmhez 1998-ban Grammy-díjat nyert.

## Pályafutása
Whitcomb az angliai Wokingban született. Három gyermek közül a második volt. Gyermekkorát Scarborough-ban, Thorpeness-ben és Putney-ben töltötte. Apja az 1920-as években Whitcomb nagyapja British Screen Classics filmvállalatánál dolgozott, a Mr. Nobody főszereplője volt (1929).
Édesapja képzett zongorista volt, és Whitcombot zongorázni is arra bátorította. 1949-ben bentlakásos iskolába küldték, ahol hamarosan megalapított egy selyempapír-fésűs zenekart („Riders in the Sky").
Felnőve Whitcomb inspirálói Phil Harris, Johnnie Ray, Guy Mitchell, Elvis Presley és George Formby voltak. A Bryanston Public Schoolban 1957-ben házizenekart, majd 1959-ben Rock and roll zenekart alapított. Az 1960-as évek elején, miközben történelmet tanult, társalapítója volt Dublin első R&B zenekarának, a Bluesville-nek. Első lemezük, a „The Sporting Life” 1965-ben került fel az amerikai slágerlistákra. Következő kislemeze, a „You Turn Me On” a 8. helyet érte el a Billboard Hot 100-on. 1965-ös nyári vakációja alatt Whitcomb az Egyesült Államokba ment, hogy televíziós műsorokban szerepeljen. Whitcomb 1965-ben a The Beach Boysszal játszott Hollywoodban, majd turnézott a The Rolling Stonesszal, a he Kinksszel és a Sam the Sham & the Pharaohsszal.
Történelemvizsgáira visszatért Dublinba. 1966-ban népszerű dalokkal folytatta. Whitcomb verziója a Where Did Robinson Crusoe Go with Friday on Saturday Night?, Al Jolson 1916-os slágere nyugati parti sláger lett. 1972-ben négy albumot készített a Tower Records számára. Mae West producereként szerepelt „Great Balls of Fire” című albumon 1972-ben. Aztán Whitcomb visszatért az Egyesült Királyságba, ahol írt. Megíra az „After the Ball”-t, majd a „Tin Pan Alley, A Pitorial History”-t és a „Lotusland: A Story of Southern California” című novellát.
Visszatért Hollywoodba, és megírta és szerepelt az „az L.A. My Home Town” (BBC-TV; 1976) és a „Tin Pan Alley” (1974) című filmekben. Ő szolgáltatta a zenét a „Buggs Bunny: Superstar” című dokumentumfilmhez is. Orson Welles volt nanarrátor. A „Play-Rite Music” számára 18 zongorakeringőt írt. Más albumai a ragtime, a Tin Pan Alley, a vaudeville és a music hall műfajainak újrafelfedezését jelentették. Ezeket több kiadó is kiadta, köztük a Warner Bros. Records, a United Artists Records és Decca Records.
Az 1980-as években Whitcomb kiadta a Rock Odyssey, A Chronicle of the Sixties: Ian Whitcomb című memoárját. Kiadta a „Ragtime America!-t (1988), majd egy Los Angeles-i brit emigráns életéről szóló visszaemlékezést, a „Resident Alien”-t (1990). Ő készítette a „Legends of Rhythm and Blues” című brit dokumentumfilmet a fekete zenéről, egy sorozat részeként (Channel Four, 1984). Los Angelesben 15 éven át műsorokat vezetett különböző rádióállomásokon.

## Albumok
- 1965: You Turn Me On
- 1966: Ian Whitcomb's Mod, Mod Music Hall
- 1967: Yellow Underground
- 1968: Sock Me Some Rock
- 1970: On the Pier
- 1972: Under the Ragtime Moon
- 1972: Great Balls of Fire (Mae West album)
- 1973: You Turn Me On
- 1974: Hip Hooray for Neville Chamberlain!
- 1976: Crooner Tunes
- 1976: Treasures of Tin Pan Alley
- 1977: Ian Whitcomb's Red Hot Blue Heaven
- 1979: Ian Whitcomb: The Rock & Roll Years
- 1980: At The Ragtime Ball
- 1980: Instrumentals
- 1980: Pianomelt
- 1981: In Hollywood!
- 1982: Don’t Say Goodbye, Miss Ragtime (with Dick Zimmerman)
- 1983: My Wife is Dancing Mad (with Dick Zimmerman)
- 1983: The Boogie Woogie Jungle Snake
- 1984: Rag Odyssey
- 1984: On The Street of Dreams
- 1986: The Best of Ian Whitcomb
- 1986: Oceans of Love
- 1987: Steppin’ Out
- 1987: Ian Whitcomb's Ragtime America
- 1990: All the Hits Plus More

## Filmek
- Ian Whitcomb az IMDb-n

## Díjak
- 1998: Grammy-díj